# Pyridine N-oxyde
La pyridine N-oxyde est un composé organique hétérocyclique de formule brute C5H5NO. Ce solide incolore, hygroscopique est le produit de l'oxydation de la pyridine, c'est un amine oxyde. Cette molécule est plane. Il est rarement utilisé comme un réactif oxydant en synthèse organique. C'est aussi un ligand en chimie de coordination.

## Synthèse
La préparation peut être faite par la réaction de la pyridine avec un acide percarboxylique. Les acides peroxocarboxyliques peuvent être préparés in situ à partir de l'acide carboxylique et du peroxyde d'hydrogène (H2O2).
Un autre réactif oxydant pour la production de pyridine N-oxyde est, par exemple, l'acide de Caro.
Cependant, la synthèse standard du pyridine N-oxyde est faite avec l'acide peracétique qui produit un dérivé protoné. Un traitement ultérieur avec une base dégage l'oxyde neutre.